# آنتراسن
آنتراسن (به انگلیسی: Anthracene) یک هیدروکربن آروماتیک چندحلقه‌ای از خانواده بنزن است. این ترکیب سفیدرنگ در قطران زغال سنگ نیز یافت می‌شود.